# PGP RTB
Produkcija gramofonskih ploča Radio televizije Beograd (poznatija po svojoj skraćenici PGP RTB) bila je druga po veličini diskografska kuća, iz nekadašnje Jugoslavije, osnovana 1951. godine. Nakon raspada Jugoslavije promijenila je ime u PGP RTS (Produkcija gramofonskih ploča Radio-televizije Srbije).

## Povijest
PGP RTB ima svoju pretpovijest, 1951. godine tadašnji Radio Beograd je nabavio dvije preše za izradu gramofonskih ploča, prava namjera nije bila komercijalna proizvodnja već arhiviranje glazbenih zapisa. Već iduće godine izdali su petnaestak singl ploča (ali na 78 o/m) pod etiketom Jugodisk, Jugoslovenske gramofonske ploče - Beograd - Hilandarska 2.
Paralelno s pojavom televizije (RTV Beograd) 1959. pokreće se i značajnija produkcija ploča, izdaju prvih 6 LP ploča u nakladi od 15.000 primjeraka. Prvu ploča pod etiketom PGP RTB izdaju u listopadu 1959. (Đorđe Marjanović "Zvižduk u 8"). Već 1963. PGP RTB ima solidan pogon od 13 preša za vinilne ploče, kojim je uspio proizvesti 300.000 ploča (150 naslova). Od 1970. proizvodi audio kasete, a od 1997. audio CD.
U svojih preko pola stoljeća postojanja (68 god.) skupio je fonoteku od 10.500 naslova, te izdao oko 120.000 ploča.

## Vanjske poveznice
- Službene stranice